# Junction City (Oregon)
Junction City – miasto w Stanach Zjednoczonych, w stanie Oregon, w hrabstwie Lane.